# Ringer-Bundesliga 2011/12
Die Ringer-Bundesliga 2011/12 ist die 48. Saison in der Geschichte der Ringer-Bundesliga.
18 Mannschaften in zwei Staffeln mit je neun Mannschaften nahmen an der Bundesliga-Saison 2011/12 teil. Die besten vier Mannschaften jeder Staffel qualifizierten sich für die Play-offs. Als Titelverteidiger ging der SV Germania Weingarten in die Saison, der 2011 die Meisterschaft durch einen Finalsieg über die RWG Mömbris-Königshofen gewinnen konnte.
Deutscher Meister wurde erneut der SV Germania Weingarten, der im Rückkampf gegen den KSV AE Köllerbach einen Dreipunkte-Rückstand aufholen konnte.

## Änderungen gegenüber der Vorsaison
Zur Saison 2011/12 stiegen der TuS Adelhausen (Staffel West) und der SV Untergriesbach (Staffel Ost) in die 1. Bundesliga auf. In der Vorsaison waren die RKG Freiburg 2000 (Staffel West) und der AV Germania Markneukirchen (Staffel Ost) sportlich abgestiegen, außerdem verzichteten die KG Frankfurt/Eisenhüttenstadt und der ASV Hof (zuvor beide Staffel Ost) auf einen erneuten Start in der 1. Bundesliga. Damit reduzierte sich die Anzahl der in der Liga antretenden Mannschaften gegenüber der Vorsaison von 20 auf 18.
Der KSV Aalen 05 wurde von der Staffel West in die Staffel Ost eingeteilt.
Für diese Saison war nur ein sportlicher Abstiegsplatz vorgesehen. Daher mussten die Neuntplatzierten der beiden Staffeln in Relegationskämpfen gegeneinander antreten. Die unterlegene Mannschaft sollte den Gang in die 2. Bundesliga antreten.

## Vorrunde
| Legende | Legende                                  |
| ------- | ---------------------------------------- |
|         | Teilnahme an der Endrunde                |
|         | Rückzug zum Saisonende                   |
|         | Teilnahme an der Relegation              |
| (M)     | Meister der Vorsaison                    |
| (N)     | Aufsteiger aus der 2. Bundesliga         |
| (U)     | Umgruppierung aus der 1. Bundesliga West |

Die Wettkämpfe der Vorrunde fanden zwischen dem 20. August und dem 10. Dezember 2011 statt.

### Staffel West
Die RWG Mömbris-Königshofen wurde mit nur zwei Niederlagen Sieger der Staffel West. Der amtierende Meister SV Germania Weingarten wurde hinter dem KSV Köllerbach Gruppendritter, der ASV Mainz 88 belegte Platz vier. Die Ringer des TSV Musberg landeten mit nur zwei Siegen und 14 Niederlagen auf dem letzten Tabellenplatz.
| Pl. | Verein                     | K. | Kampfpkte. | Diff. | Pkte.   |
| --- | -------------------------- | -- | ---------- | ----- | ------- |
| 1.  | RWG Mömbris-Königshofen    | 16 | 332:240    | 0+92  | 28:40   |
| 2.  | KSV Köllerbach             | 16 | 351:220    | +131  | 24:80   |
| 3.  | SV Germania Weingarten (M) | 16 | 353:223    | +130  | 23:90   |
| 4.  | ASV Mainz 88               | 16 | 337:243    | 0+94  | 21:11   |
| 5.  | TuS Adelhausen (N)         | 16 | 252:322    | 0−70  | 13:19 * |
| 6.  | TKSV Duisdorf              | 16 | 297:289    | 0+8   | 13:19 * |
| 7.  | ASV Nendingen              | 16 | 256:325    | 0−69  | 12:20   |
| 8.  | KSK Konkordia Neuss        | 16 | 211:335    | −124  | 06:26   |
| 9.  | TSV Musberg                | 16 | 197:389    | −192  | 04:28   |

Der KSK Konkordia Neuss zog seine Mannschaft nach der Saison aus der 1. Bundesliga zurück. In der Folgesaison starteten die Neusser Ringer in der Verbandsliga NRW (IV. Klasse).

### Staffel Ost
Der aus der West-Staffel umgruppierte KSV Aalen 05 kämpfte in der Ost-Staffel um den Gruppensieg. Am letzten Kampftag der Vorrunde siegten die Aalener gegen den SV Wacker Burghausen und wurden durch das bessere Kampfpunkteergebnis im direkten Vergleich Staffelsieger vor den Burghausern. Der 1. Luckenwalder SC erreichte Platz drei, RV Thalheim wurde Vierter. Der Aufsteiger SV Untergriesbach konnte sich nicht behaupten und belegte den neunten Platz.
| Pl. | Verein                    | K. | Kampfpkte. | Diff. | Pkte.  |
| --- | ------------------------- | -- | ---------- | ----- | ------ |
| 1.  | KSV Aalen 05 (U)          | 16 | 379:191    | +188  | 28:4 * |
| 2.  | SV Wacker Burghausen      | 16 | 387:195    | +192  | 28:4 * |
| 3.  | 1. Luckenwalder SC        | 16 | 375:213    | +162  | 24:80  |
| 4.  | RV Thalheim               | 16 | 259:313    | 0−54  | 15:17  |
| 5.  | SV Luftfahrt Berlin       | 16 | 250:338    | 0−88  | 14:18  |
| 6.  | SV Siegfried Hallbergmoos | 16 | 291:294    | 0−3   | 12:20  |
| 7.  | SV St. Johannis 07        | 16 | 250:322    | 0−72  | 10:22  |
| 8.  | AC Lichtenfels            | 16 | 227:370    | −143  | 08:24  |
| 9.  | SV Untergriesbach (N)     | 16 | 202:384    | −182  | 05:27  |

## Play-offs

### Viertelfinale
Die Viertelfinalkämpfe fanden am 17. Dezember und 23. Dezember 2011 statt.
|                      |                         | 1. Kampf | 2. Kampf | Gesamt |
| -------------------- | ----------------------- | -------- | -------- | ------ |
| SV Wacker Burghausen | SV Germania Weingarten  | 17:23    | 09:32    | 26:55  |
| 1. Luckenwalder SC   | RWG Mömbris-Königshofen | 12:22    | 11:28    | 23:50  |
| ASV Mainz 88         | KSV Aalen 05            | 20:17    | 20:15    | 40:32  |
| KSV Köllerbach       | RV Thalheim             | 33:30    | 26:80    | 59:11  |

Der RV Thalheim zog sich aus personellen Gründen nach der Saison aus der 1. Bundesliga zurück. In der Folgesaison starteten die Ringer aus dem Erzgebirge in der Regionalliga Mitteldeutschland (III. Klasse).

### Halbfinale
Die Halbfinalkämpfe fanden am 26. Dezember und 30. Dezember 2011 statt.
|                        |                         | 1. Kampf | 2. Kampf | Gesamt |
| ---------------------- | ----------------------- | -------- | -------- | ------ |
| SV Germania Weingarten | RWG Mömbris-Königshofen | 16:21    | 23:13    | 39:34  |
| KSV Köllerbach         | ASV Mainz 88            | 19:17    | 18:19    | 37:36  |

### Finale
Die Finalkämpfe fanden am 7. Januar und am 15. Januar 2012 statt. Im Hinkampf, der in der dm-arena in Karlsruhe vor 3000 Zuschauern ausgetragen wurde, konnte der KSV Köllerbach einen Auswärtserfolg gegen die Mannschaft des SV Germania Weingarten feiern. Im Homburger Sportzentrum Erbach konnten die Weingartener im Rückkampf vor 3500 Zuschauen die Hinkampfniederlage wett machen und einen deutlichen Sieg gegen Köllerbach erringen. Damit wurde der SV Germania Weingarten nach 2011 zum zweiten Mal deutscher Mannschaftsmeister.
|                        |                | 1. Kampf | 2. Kampf | Gesamt |
| ---------------------- | -------------- | -------- | -------- | ------ |
| SV Germania Weingarten | KSV Köllerbach | 18:21    | 24:12    | 42:33  |

## Die Meistermannschaft
Der Kader des SV Germania Weingarten sah in der Saison 2011/12 wie folgt aus:
Christoph Ewald, Lukas Höglmeier, Marcel Ewald, Virgil Munteanu, Anatoli Guidea, Sahit Prizreni, Ionuț Panait, Oleg Boikow, Leonid Bazan, Szabolcs Laszlo, Adam Juretzko, Eric Ritter, Ionel Puşcaşu, Bekhan Kurkiev, Mélonin Noumonvi, Rene Zimmermann, Alishah Azimzada, Johannes Kessel, David Hirsch, Oliver Hassler, Taha Akgül, Mihály Deák Bárdos; Trainer Frank Heinzelbecker

## Relegation
Die beiden letztplatzierten der Vorrundenstaffeln, TSV Musberg (Staffel West) und SV Untergriesbach (Staffel Ost), traten am 17. und 23. Dezember 2011 in Relegationskämpfen gegeneinander an.
|                   |             | 1. Kampf | 2. Kampf | Gesamt |
| ----------------- | ----------- | -------- | -------- | ------ |
| SV Untergriesbach | TSV Musberg | 0:36     | 15:23    | 15:59  |

Im Vorfeld der Wettkämpfe erklärten beide Vereine, dass sie gerne den Gang in die zweite Liga antreten würden. Im Hinkampf trat der SV Untergriesbach mit neun Ringern an, von denen einer auf der Waage Übergewicht aufwies. Musberg gewann den Hinkampf dadurch mit 36:0. Der Rückkampf wurde sportlich entschieden und endete ebenfalls mit einem Sieg für den TSV Musberg (23:15). Damit wären die Untergriesbacher in die 2. Bundesliga abgestiegen und die Musberger in der 1. Bundesliga verblieben. Die Hinkampfniederlage des SV Untergriesbach wurde jedoch vom DRB als Trickserei gewertet und der einberufene Rechtsausschuss stufte die Mannschaft drei Ligen zurück. Das niederbayerische Team startete daher in der Folgesaison in der Oberliga Bayern (IV. Klasse).
Im Januar 2012 verkündete dann auch der TSV Musberg in der kommenden Saison nicht mehr in der 1. Bundesliga anzutreten. In der Folge startete die Mannschaft aus der Region Stuttgart in der Saison 2012/13 in der Oberliga Württemberg (IV. Klasse).
Damit endete die Bundesliga-Saison ohne sportliche Absteiger in die 2. Bundesliga.